# الساندرو لونگی (بازیکن فوتبال)
الساندرو لونگی (انگلیسی: Alessandro Longhi؛ زادهٔ ۲۵ ژوئن ۱۹۸۹) بازیکن فوتبال اهل ایتالیا است.
از باشگاه‌هایی که در آن بازی کرده‌است می‌توان به باشگاه فوتبال تریستیانا، باشگاه فوتبال برشا، و باشگاه فوتبال ساسولو اشاره کرد.
وی همچنین در تیم‌های ملی فوتبال Italy Lega Pro representative teams و Italy under-21 Serie B representative team بازی کرده‌است.